# Max Wendl

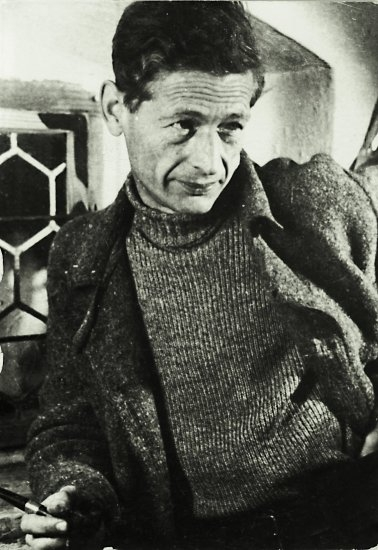
Max Wendl, 1947

Max Wendl (* 15. November 1904 in München; † 15. Dezember 1984 ebenda) war ein deutscher Maler, Grafiker und Glaskünstler. Sein Frühwerk ist noch von Symbolismus und Neuer Sachlichkeit inspiriert. Darauf folgen in der Malerei Wendls die expressiven Landschaftsaquarelle und ausdrucksstarken Karikaturen aus der Zeit des Zweiten Weltkrieges sowie ein kraftvolles malerisches Spätwerk. Bemerkenswert sind ebenso die Arbeiten aus den verschiedensten Bereichen der Angewandten Kunst und seine herausragenden Glasfensterarbeiten.

## Werdegang
Max Wendls Vater, Josef Max Wendl (1868–1939), war Vergoldermeister aus Kempten (Allgäu) und befreundet mit Franz von Stuck (1863–1928) sowie Richard Riemerschmid (1868–1957), seine Mutter die Lehrerin Rosina Wendl, geb. Schanderl (1870–1937), aus Schwabing und seine jüngere Schwester Franziska Wendl, verh. Gerg (1907–1992). Im Elternhaus half er in der Werkstatt des Vaters und erlernte zudem im Musikunterricht das Spielen von Klavier, Geige und Bratsche.
Nach der Schulentlassung ohne die Mittlere Reife beschloss Wendl 1918 Maler zu werden, erlernte jedoch, zunächst auf Wunsch des Vaters, 1919 bis 1921 den Beruf des Glasmalers in der benachbarten Bayerischen Hofglasmalerei Gustav van Treeck. Danach studierte er von 1921 bis 1926 an der Kunstgewerbeschule München bei Richard Riemerschmid, wo er ab 1922 sogar selbst unterrichten durfte und eigene Unterrichtsmethoden erprobte. 1929 heiratete er die Kunsthandwerkerin Magdalena Reincke (1903–1990). Das Paar lebte in Köln-Rodenkirchen.
Zusammen mit seinen Künstlerfreunden Joseph Mader und Fritz Müller-Kamphausen wechselte Wendl 1926 an die Kölner Werkschulen, nachdem Riemerschmid dort die Direktion übernommen hatte. Er studierte dort zwischen 1926 und 1931, v. a. bei Johan Thorn Prikker (1868–1932). Wendl war Meisterschüler in dessen Klasse für Mosaik, Glasmalerei und Wandbild. Schon während seiner Studienzeit schuf Wendl zahlreiche eigenständige Werke mit religiösen und profanen Motiven, v. a. Hinterglasbilder und Grafiken.
Ab 1931 war Wendl, zurück in München, freischaffend tätig. 1932 weilte er als Stipendiat zu einem Studienaufenthalt in der Villa Massimo der Deutschen Akademie in Rom. 1937 wurde seine Arbeit Jäger im Boot als so genannte Entartete Kunst aus der Städtischen Galerie im Lenbachhaus in München entfernt. Eine Vielzahl von freien Werken Wendls ab 1933 verdeutlichen seine Abneigung gegen ein unfreies Leben und Schaffen in einer Diktatur, die Furcht vor dem Zwang, sich vielleicht verstecken und verstellen zu müssen. Seinen Lebensunterhalt bestritt Wendl in den dreißiger Jahren durch eine Reihe von Aufträgen im Bereich der Angewandten Kunst, hauptsächlich von den im Jahr 1907 gegründeten Deutschen Werkstätten in Dresden-Hellerau. Neben zahlreichen Intarsien, die er für die Deutschen Werkstätten entwarf, erhielt Wendl durch die Vermittlung Richard Riemerschmids weitere Beauftragungen, u. a. in der Disziplin der Stoffgestaltung. Nachdem Wendl sich von seiner Frau getrennt hatte (die Ehe wurde 1941 geschieden), zog er 1938 nach Hub bei Prien am Chiemsee.

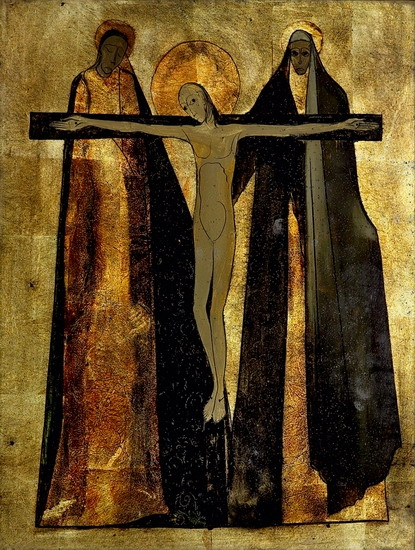
Kreuzwegstation 12, Hinterglas, 1925
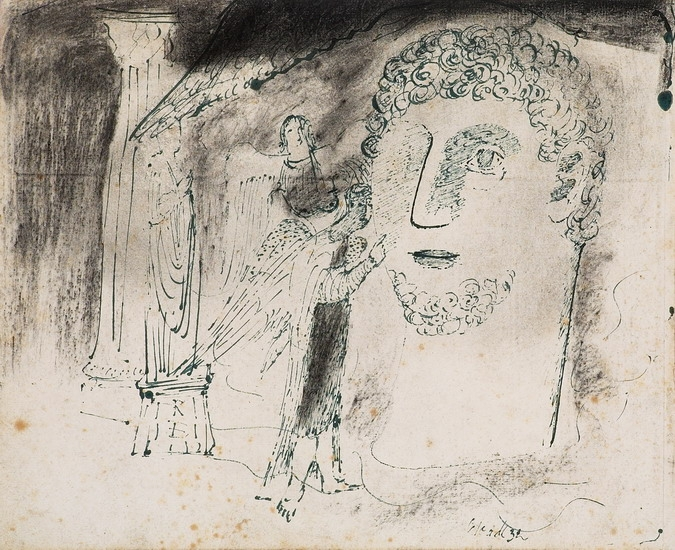
Römische Skizzen, Kohle und Tinte, 1932
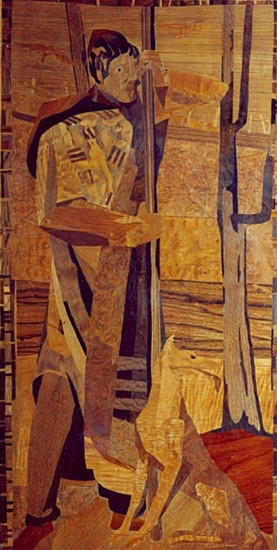
Schäfer, Wandintarsie, 1939

1940 wurde Max Wendl zum Kriegsdienst eingezogen. Nach seiner Ausbildung in Traunstein (Chiemgau) war er als Soldat im Kriegseinsatz in Belgien und Frankreich. Es entstanden hunderte von starkfarbigen Aquarellen, die vor allem Landschaften zeigen, vereinzelt aber auch – stark abstrahierte – grauenhafte Kriegserlebnisse. Zudem schuf Wendl in der Kriegszeit Skizzen und Karikaturen.
1947 heiratete er seine zweite Ehefrau, die Geigerin Annemarie Knapp (1921–2013).
Die zahlreichen weiblichen Akte und Figurenbilder aus den späten Vierziger bis mittleren 1950er Jahren dokumentieren Wendls intensive Auseinandersetzung mit dem Werk Pablo Picassos (1881–1973). Viele Malereien der letzten Schaffensperiode Wendls widmen sich dem Thema „Mensch und Tier“. Die geometrisierten menschlichen Figuren werden oft von Vögeln, Katzen und Pferden begleitet, Mensch und Kreatur sind vor einem rhythmisch gegliederten Hintergrund meist in harmonischer Einheit verbunden. Wirtschaftliche Erfolge erzielte Wendl in den 1950er und 1960er Jahren mit seinen herausragenden Glasfensterarbeiten. Er arbeitete zwischen 1957 und 1963 unter anderem im Auftrag der Diözese Eichstätt mit dem Architekten Josef Elfinger aus Ingolstadt zusammen und gestaltete Kirchenfenster in verschiedenen Techniken (Bleiglasfenster sowie Fenster aus Glasbrocken). Daneben war Wendl weiterhin freischaffend tätig.

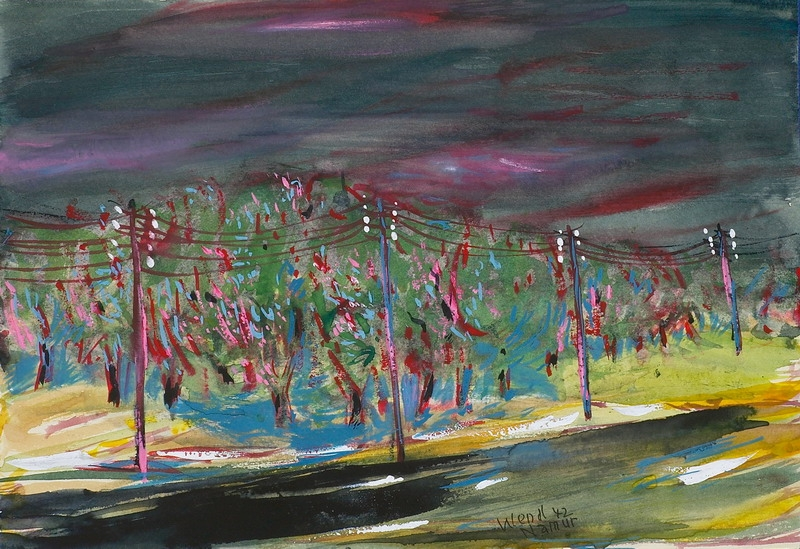
Landschaft Namur, Aquarell, 1942
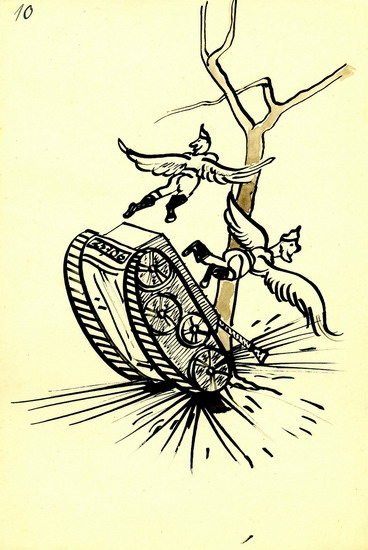
Kriegskarikatur, 1943
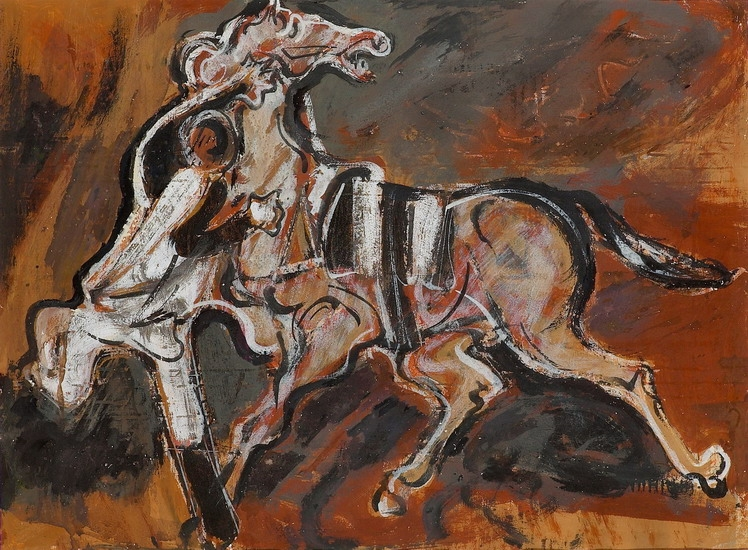
Pferdebändiger, Tempera, 1952
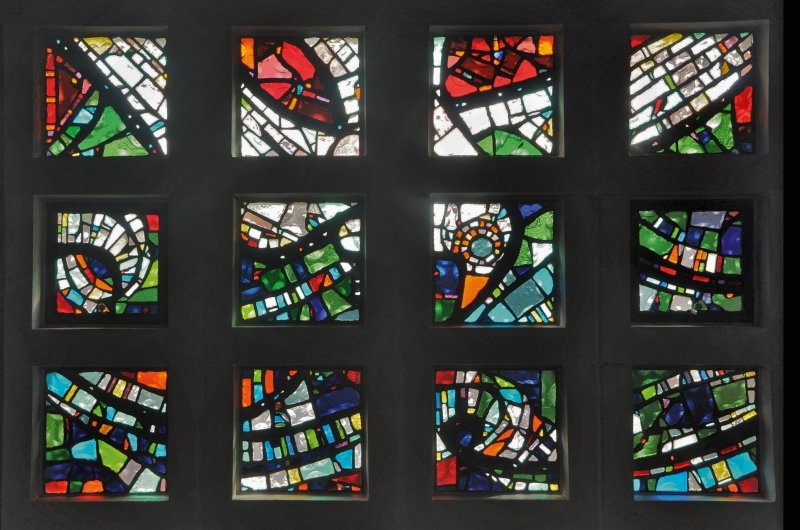
Betonverglasung, St. Josef, Ingolstadt, 1963

1981 begann Wendls Partnerschaft mit Irmgard Teply. Nach schwerer Krankheit starb er 1984 in München. Seine Grabstätte befindet sich auf dem Schwabinger Nordfriedhof.

## Werke
- 1925: Wandbilder und Fresken für die Volkshochschule im Isartorturm München (in der NS-Zeit übermalt).
- 1927: Fresken zum Thema Hirten für die Jahresausstellung der Münchner Künstlergenossenschaft und Secession im Glaspalast München (1931 abgebrannt).
- 1935–1940: Entwürfe für Dekostoffe und Intarsienentwürfe für die Deutschen Werkstätten Hellerau (u. a. 1938 als Großintarsien im Neuen Jägerhaus am Jagdschloss Grillenburg sowie 1938–1939 im Besucherzimmer der Deutschen Werkstätten Hellerau bei Dresden umgesetzt).
- 1938: Teppichentwürfe für die Fa. Bernheimer.
- 1946–1951: Vorlagen für Intarsien der Deutschen Werkstätten Hellerau und kleinformatige Hinterglasbilder.
- 1953: Ausführung von Entwürfen anderer Künstler, u. a. in Bückeburg und Rosenheim
- 1955–1956: St. Johann Baptist, Altlochham bei München
- 1956: Christuskirche, Wasserburg am Inn (Architekt: Helmut von Werz)
- 1958: Einhard-Basilika, Seligenstadt
- 1958: Glasfenster – St. Pius, Ingolstadt (Architekt: Josef Elfinger)
- 1961–1962: St. Franziskus, Neuendettelsau (Architekt: Ferdinand Reubel)
- 1962: St. Hedwig, Markt Berolzheim (Architekt: Josef Elfinger)
- 1963: Marienkirche, Gunzenhausen (Architekt: Josef Elfinger)
- 1963: St. Josef, Ingolstadt (Architekt: Josef Elfinger)
- 1963: Glasfenster – St. Johannes, Ingolstadt (Architekt: Theo Steinhauser)
- 1960–1963: Herz-Jesu, Ingolstadt (Architekt: Hans Zitzelsberger)
- 1953–1963: Entwürfe für Kirchenfenster Elisabethkirche, Marburg (1955 nicht ausgeführt)
- Kita St. Anton (Architekt: Josef Elfinger)
- Liebfrauenmünster, Ingolstadt (Architekt Restaurierung: Josef Elfinger)

## Ausstellungen (Auswahl)
- 1928: Internationale Presse-Ausstellung, Köln (Pressa)
- 1929: Deutsche Werkbund-Ausstellung, Köln
- 1932: Graphisches Kabinett Günther Franke, München
- 1935: Geschäftsräume der Deutschen Werkstätten Hellerau, Dresden
- 1951: Galerie Günther Franke, München
- 1983 und 1984: Galerie an der Treppe, München

Posthume Ausstellungen
- 1986: Haus Gabriele Erkers, München
- 1989: Galerie Casetta, München
- 1997: Haus Gabriele Erkers, Hainbach bei Aschau im Chiemgau
- 1998: Galerie, Markt Bruckmühl
- 2010: Galerie Villa Maria, Bad Aibling
- 2014: Museum Dachau
- 2017: Museum Penzberg – Sammlung Campendonk